# Sphingobacterium
Sphingobacterium ist eine Gattung von Bakterien und zählt zu der Familie Sphingobacteriaceae. Ein wichtiges Merkmal sind die enthaltenen Sphingolipide. Die Typusart ist Sphingobacterium spiritivorum.

## Erscheinungsbild
Es handelt sich um gerade, stäbchenförmige Bakterien in einer Größe von  0,3 bis 0,6 Mikrometer Breite und 0,5 bis 0,6 Mikrometer Länge. Der Gram-Test ist negativ. Sie besitzen keine Flagellen und sind unbeweglich (einige nah verwandte Bakterienarten, z. B. einige der Bacteroidaceae können sich gleitend bewegen). Die Kolonien sind meist nach einigen Tagen gelblich gefärbt.

## Wachstum und Stoffwechsel
Sphingobacterium ist chemo-organotroph und aerob, der Stoffwechsel ist die Atmung. Urease ist bei einigen Arten vorhanden, z. B. bei Sphingobacterium spiritivorum und S. canadense.  Der Indol-Test ist negativ. Der Katalase-, Phosphatasetest und Oxidase-Test fällt positiv aus. Ein wichtiges Merkmal ist der Besitz von Sphingophospholipiden. Die Sphingolipide unterscheiden sie stark von den meisten anderen Bakterien, da die  meisten Bakterien keine Sphingophospholipide besitzen. Arten die Sphingolipide enthalten zählen z. B. zu der Familie Sphingomonadaceae, zu den Proteobacteria gestellt, und einige Arten der Bacteroides, die wie auch die Sphingobacteria zu den Bacteroidetes zählen. Das Vorkommen dieser Lipide dient auch als wichtiges Unterscheidungsmerkmal zu den Flavobacteriaceae. Ein weiteres wichtiges Merkmal zur Unterscheidung ist das bei Sphingobacterium vorkommende Menachinon 7.

## Vorkommen
Das Vorkommen ist vielseitig. Verschieden Arten wurden u. a. im Boden und Kompost gefunden. Sphingobacterium spiritivorum, Sphingobacterium multivorum, Sphingobacterium mizutaii und Sphingobacterium thalpophilum sind freilebend und saprophytische Bakterien. Sphingobacterium spiritivorum wurde häufig in Blut und Urin vom Mensch gefunden.

## Mögliche Nutzung
Einige Arten sind in der Lage ungewöhnliche Verbindungen zu verwerten oder abzubauen. Ein Stamm von Sphingobacterium multivorum nutzt das Herbizid Mefenacet als Kohlenstoff- und Energiequelle. Einige Stämme von Sphingobacterium thalpophilum sind zum Abbau von Pentachlorphenol (PCP) fähig. Diese Verbindung wurde früher z.b. als Holzschutzmittel eingesetzt. Es kann toxisch wirken und die Verwendung wurde stark eingeschränkt. Sphingobacterium mizutaii ist in der Lage Sulfamethoxazol abzubauen. Es handelt sich um ein Antibiotikum, das vom Menschen nach einer Behandlung teilweise unverändert wieder ausgeschieden wird. Der  Stoffwechselweg des Abbaus von Sphingobacterium mizutaii wurde eingehend untersucht. Auch Arten der Gattung Sphingobium sind in der Lage mehrere toxische Substanzen abzubauen. Diese Gattung ist phylogenetisch nicht näher mit Sphingobacterium verwandt, der ähnliche Name beruht auf den enthaltenden Sphingophospholipide. Sphingomonas zählt zu der oben bereits erwähnten Familie Sphingomonadaceae.

## Systematik
Sphingobacterium spiritivorum und Sphingobacterium multivorum wurden anfangs in der Gattung Flavobacterium geführt. 1983 wurden sie von Eiko Yabuuchi zu der neu eingeführten Gattung Sphingobacterium gestellt, u. a. aufgrund der enthaltenen Sphingolipide. Es folgt eine Auswahl von Arten:
- Sphingobacterium alimentarium Schmidt et al. 2012
- Sphingobacterium cladoniae Lee et al. 2013
- Sphingobacterium jejuense Siddiqi et al. 2016
- Sphingobacterium faecium Takeuchi and Yokota 1993
- Sphingobacterium multivorum (Holmes et al. 1981) Yabuuchi et al. 1983
- Sphingobacterium spiritivorum (Holmes et al. 1982) Yabuuchi et al. 1983
- Sphingobacterium wenxiniae Zhang et al. 2012